# Maj Boillin
Maj Linnéa Boillin (Nederluleå, 16 marzo 1952) è un'ex cestista svedese.

## Carriera
Con la Svezia ha disputato i Campionati europei del 1978.